# TVR Tamora
El TVR Tamora es un automóvil deportivo de 2 plazas diseñado y construido por el fabricante británico TVR a partir de 2002 durante de administración de Peter Wheeler, llenando así el vacío dejado por la suspensión de la producción de los modelos Chimaera y Griffith. El modelo Tamora fue diseñado por Lee Hodgetts y Darren Hobbs, era el modelo de acceso al nivel gama de TVR.